# Neville Staple
Neville Staple (född 11 april 1955 i Christiana på Jamaica) var andresångare i det brittiska skabandet The Specials, som hade sin storhetstid 1979-1981.
1981 hoppade han av tillsammans med medlemmarna Terry Hall och Lynval Golding och bildade Fun Boy Three.
I slutet på 1990-talet bildade han, tillsammans med The Beat's (också ett skaband) Ranking Roger Special Beat, som spelade hits från de två banden. Han medverkade också i sången "Explosive" med skabandet The Planet Smashers.
2006 turnerade Staple i Storbritannien. Hans dotter, Sheena Staple, arbetar på ett soloalbum, och hans son, Darren Simms, är sångare i det amerikanska reggae/rockbandet "Dreadstarr".

## Diskografi
Soloalbum
- 2001 – Neville Staple from the Specials
- 2004 – The Rude Boy Returns
- 2005 – The Rude Boy Returns: Neville Staple Live (DVD)
- 2014 – Ska Crazy
- 2017 – Return of Judge Roughneck & Dub Specials

Samlingsalbum
- 2000 – Ghost Town: 13 Hits of the Specials and Fun Boy Three
- 2006 – The Best of the Specials & Fun Boy Three

Solosinglar/EP
- 1998 – Skanktastic (EP) (med Lynval Golding och Roddie Radiation)
- 2004 – "Pressure" / "Cow Cow Yicky"